# 順天堂大学の人物一覧
順天堂大学の人物一覧（じゅんてんどうだいがくのじんぶついちらん）は、順天堂大学に関係する人物の一覧記事。

## OB・OG

### 政界
- 宮沢隆仁（元衆議院議員、脳神経外科医）
- 柏倉祐司（元衆議院議員、内科医）

### 財界
- 下屋俊裕（市進ホールディングス社長、教育アライアンスネットワーク代表理事）

### 研究者・学者
- 上田誠仁（山梨学院大学教授・同大学陸上競技部元監督）
- 大友克之（朝日大学学長、明海大学理事、北京大学客員教授）
- 扇原淳（早稲田大学教授）
- 岡田晴恵（白鷗大学教授）大学院単位満了退学
- 小川秀興（順天堂大学医学部教授）
- 澤田亨（早稲田大学教授）
- 白石安男（東京理科大学教授・古武道研究家）
- 眞貝洋一（京都大学名誉教授、理化学研究所主任研究員）
- 中山敬一（東京医科歯科大学特別栄誉教授、元日本分子生物学会副理事長、紫綬褒章、日本学術振興会賞）
- 八巻正治（尚絅学院大学総合人間科学部教授）
- 山田至康（順天堂大学医学部教授）
- 石川泰弘（日本薬科大学特任教授、温泉入浴指導員、睡眠改善インストラクター）
- 𠮷元昭治　(順天堂大学講師、順天堂浦安病院 產婦人科漢方鍼灸外来、道教医学者)

### 医師・医療
- 井上令一（精神科医）
- 池田健（精神科医）
- 岡田孝男（順天堂大学医学部名誉教授）
- 尾﨑治夫（東京都医師会会長)
- 竹松舞（ハーピスト）
- 伴俊男（順天堂大学医学部教授（初代病理学））
- 藤田徳人（整形外科医）
- 三宅幸子（順天堂大学医学部教授、内科医）
- 富坂美織 （産婦人科医）
- 山高篤行（外科医）

### 芸能
- 片山享（俳優）野球部出身
- 櫻井麻美（タレント）大学院
- 三浦貴大（俳優）ライフセービング部出身
- ディエゴ・加藤・マラドーナ（お笑い芸人、元春夏笑冬）サッカー部出身

### スポーツ

#### 陸上競技
- 帖佐寛章（日本陸上競技連盟名誉副会長、日本体育協会常務理事）
- 澤木啓祐（元日本陸上競技連盟強化委員長）
- 小出義雄（佐倉アスリート倶楽部主宰者）
- 越川一紀（元走高跳日本記録保持者、モントリオール五輪代表）
- 高橋健一（陸上競技男子長距離、世界陸上エドモントン大会日本代表、元ハーフマラソン日本記録保持者）
- 三代直樹（陸上競技男子長距離、世界陸上エドモントン大会日本代表、元箱根駅伝2区区間記録保持者）
- 高橋謙介（陸上競技男子長距離、元箱根駅伝9区区間記録保持者）
- 今井正人（陸上競技男子長距離、元箱根駅伝5区区間記録保持者）
- 吉澤賢（アテネ五輪 400mハードル代表、現在は競輪選手）
- 岩水嘉孝（陸上競技男子長距離、前3000m障害日本記録保持者、アテネ五輪・北京五輪3000m障害代表）
- 松岡佑起（陸上競技男子長距離）
- 髙平慎士（陸上競技男子短距離、北京五輪 4×100mリレー銅メダリスト）
- 村田広光（陸上競技男子短距離）
- 花岡麻帆（陸上競技女子走幅跳、女子三段跳日本記録保持者）
- 山田宏臣（陸上競技、元・東急所属、日本人で初めて8メートルを跳んだ走り幅跳び選手）
- 山崎勇喜（陸上競技競歩選手、北京五輪 50kmw入賞）
- 森岡紘一朗（陸上競技競歩選手、北京五輪・ロンドン五輪・リオ五輪代表）
- 鈴木雄介（陸上競技競歩選手、20kmw世界記録保持者、ロンドン五輪代表）
- 栃木渡（陸上競技男子長距離）
- 塩尻和也（陸上競技男子長距離、リオ五輪3000m障害代表）

#### 体操
- 斎藤良宏（シドニー五輪 団体4位）
- 鹿島丈博（アテネ五輪 団体金メダリスト・個人あん馬銅メダリスト、北京五輪 団体銀メダリスト）
- 冨田洋之（アテネ五輪 団体金メダリスト・個人平行棒銀メダリスト、北京五輪 団体銀メダリスト）
- 米田功（アテネ五輪 団体金メダリスト・個人鉄棒銅メダリスト）
- 坂本功貴（北京五輪 団体銀メダリスト）
- 田中佑典（ロンドン五輪 団体銀メダリスト、リオ五輪団体金メダリスト）
- 加藤凌平（ロンドン五輪 団体銀メダリスト、リオ五輪団体金メダリスト）
- 新島卓矢（ユニバーシアード 団体金メダリスト）
- 田頭剛（アジア選手権 団体金メダリスト・個人跳馬銀メダリスト）
- 福尾誠（体操競技部コーチ、「おかあさんといっしょ」12代目たいそうのおにいさん）

#### サッカー
- 畑喜美夫（元日本代表サッカー選手・実業家）

#### 野球
- 鈴木春祥（中越高等学校野球部前監督）
- 長尾健司（香川県立高松商業高等学校野球部監督）
- 村田広光（元プロ野球コーチ・阪急ブレーブス、中日ドラゴンズ）

#### ラグビー
- 知念雄（東芝ブレイブルーパス所属、元ハンマー投選手）

#### バスケットボール
- 佐藤博紀（bjリーグ・大分ヒートデビルズ所属）
- 君塚大輔（bjリーグ・大分ヒートデビルズ所属）
- 濱西七海（Wリーグ・山梨クィーンビーズ所属）

#### バレーボール
現役選手 
- 瀬戸杏華（デンソーエアリービーズ）
- 志摩美古都（JTマーヴェラス）
- 舩田璃々香（PFUブルーキャッツ石川かほく）

 引退選手・指導者・関係者 
- 古川靖志
- 井上謙
- 松田明彦（中退）
- 青木一平
- 千葉進也
- 尾上健司
- 越谷章（東レアローズ滋賀：監督）
- 近藤茂
- 五十嵐元
- 佐別當賢治
- 河雲栄樹
- 山岡祐也
- 今村駿
- 伏見大和
- 藤井直伸
- 堀口あやか
- 島田美紅

#### 水泳
- 鈴木陽二（競泳日本代表コーチ）
- 鈴木大地（ソウル五輪100m背泳ぎ金メダリスト、初代スポーツ庁長官）

#### 自転車競技

##### 競輪選手
- 伊藤信
- 浦部郁里
- 海老根恵太（在校時は陸上競技部）
- 加瀬加奈子

#### その他スポーツ
- 机龍之介（スカッシュ）
- 小林大哲（トライアスロン）

### マスコミ
- 石川康子（ノンフィクション作家）
- 櫻井健介（テレビ朝日元アナウンサー）
- 服部宣之（テレビ朝日プロデューサー）